# Brecha 124 con Vía de FFCC
Brecha 124 con Vía de FFCC är en ort i Mexiko.   Den ligger i kommunen Río Bravo och delstaten Tamaulipas, i den östra delen av landet, 700 km norr om huvudstaden Mexico City. Brecha 124 con Vía de FFCC ligger 29 meter över havet och antalet invånare är 568.
Terrängen runt Brecha 124 con Vía de FFCC är mycket platt. Runt Brecha 124 con Vía de FFCC är det ganska tätbefolkat, med 83 invånare per kvadratkilometer. Närmaste större samhälle är Río Bravo, 12,5 km väster om Brecha 124 con Vía de FFCC. Trakten runt Brecha 124 con Vía de FFCC består till största delen av jordbruksmark.